# Сйон (письменник)

Сйон (ісл. Sjón; справжнє ім'я Сігурйон Біргір Сігурссон (ісл. Sigurjón Birgir Sigurðsson); нар. 27 серпня 1962, Рейк'явік) — ісландський поет та прозаїк. Псевдонім утворено на основі справжнього імені письменника і означає «погляд».

## Біографія
Народився 27 серпня 1962 року в Рейк'явіку, Ісландія. Розпочав свою письменницьку кар'єру з публікації поетичної збірки «Видіння» (ісл. Sýnir, 1978). Відтоді опублікував багато томів поезії та прози, а також драматургії та оповідань для дітей. 1979 року став одним із засновників сюрреалістично-дадаїстичного панк-гурту поетів та виконавців Medusa та посів важливе місце у культурному середовищі Рейк'явіка.
2003 року світ побачив один з найуспішніших його романів — «Дитя землі» (ісл. Skugga-Baldur), який 2005 року здобув літературну премію Північної Ради. Критики відзначають музичність його прози, а співачка Бйорк навіть зазначила: «Книжки Сйона унікальні. Відчуваю, що йому вдалося вхопити нитку класичної літератури й продовжити її в майбутнє. Зв'язатися з коренями автентичної старої Ісландії, а потім перенести їх до XXI століття. Взятися за сильні зв'язки Ісландії з природою та змусити їх потиснути руки із сучасністю. Але, що найважливіше, Сйон зумів об'єднати розум і серце».
В англомовному світі Сйон насамперед відомий як автор текстів пісень. Він, зокрема, співпрацював з британським струнним квартетом The Brodsky Quartet та ісландською співачкою Бйорк. Для останньої написав такі тексти: «Isobel», «Bachelorette», «Jóga», «Oceania» і «Wanderlust». 2001 року разом із режисером Ларсом фон Трієром та співачкою Бйорк його було номіновано на Оскар за пісню «I've Seen it All» із фільму «Та, що танцює у темряві».
1987 року під псевдонімом Джонні Тріумф (англ. Johnny Triumph) узяв участь у записі синглу «Luftgitar» ісландського гурту The Sugarcubes; на теледиску, що супроводжував пісню, Сйон грав на невидимому інструменті разом із Бйорк та Ейнаром Ерном Бенедіктссоном. Іноді Сйон виконував цю роль на концертах гурту, зокрема на ексклюзивному концерті в Рейк'явіку 2006 року. Він досі бере участь у музичній сцені Ісландії як член дорадчого комітету фундації «Kraumur Music Fund», метою якої є підтримка ісландської музики, насамперед завдяки підтримці виступів та презентації робіт молодих музикантів.
Сйон з'явився у документальній стрічці «Всередині Бйорк». 2007 року він став сценаристом ісландського короткометражного мультфільму «Анна-Монстр», де також озвучив одного із персонажів — доктора Артманна.
2016 року став учасником артпроєкт Бібліотека майбутнього.
Мешкає в Рейк'явіку, раніше мешкав та працював у Лондоні. Одружений, має двох дочок.
У 2018 році Сйон відвідав Київ і у рамках Книжкового арсеналу презентував роман «Дитя землі» .

## Переклади українською
- Сйон. Дитя землі / Переклад з ісландської Віталія Кривоноса; переклад віршів Маріанни Кіяновської. — К. : Видавництво, 2018. — 132 с. — ISBN 978-966-97574-5-6, 9979-774-43-6.
- Сйон. Місячний камінь. Переклад з ісландської Віталія Кривоноса. — Київ: видавництво «Видавництво», 2021.